# Eucyclops festivus
Eucyclops festivus – gatunek widłonoga z rodziny Cyclopidae. Jako pierwszy opisał go w 1955 roku szwedzki zoolog Knut Lindberg. Występuje w Meksyku.